# Big John Studd
John William Minton (* 19. Februar 1948 in Butler, Pennsylvania; † 20. März 1995 in Burke, Virginia) war ein US-amerikanischer Wrestler, der unter dem Namen Big John Studd bekannt wurde. Er ist eine der wenigen Personen, die sowohl Mitglied der WCW Hall of Fame als auch der WWE Hall of Fame sind. Bekannt wurde er vor allem in der Wrestlingliga WWF, wo er regelmäßig in deren Shows zu sehen war. Darüber hinaus trat er in einigen Filmen als Nebendarsteller auf.

## Karriere
Minton war ein relativ erfolgreicher Basketballer, bevor er von Killer Kowalski entdeckt und trainiert wurde. Minton trat danach mit Kowalski als Tag-Team mit dem Namen The Executioners unter einer Maske auf. 1976 durften sie die WWWF World Tag-Team Titel erringen. Nachdem Kowalski 1977 zurückgetreten war, verließ Minton die WWWF wieder und arbeitete für verschiedene regionale Ligen. Dabei ließ man ihn 1978 mit Ken Patera als Partner die Mid Atlantic Tag-Team Titel gewinnen. Auch für Atlantic Grand Prix Wrestling in Kanada trat er auf. Er hatte in den frühen 1980ern Fehden mit Wrestlern, wie Blackjack Mulligan, Dusty Rhodes und Barry Windham. Er erhielt sogar einige Titelkämpfe gegen den NWA World Heavyweight Champion Ric Flair, durfte den Titel jedoch nicht gewinnen. Seine bekannteste Fehde aber sollte noch folgen.
Mitte der 1980er kehrte Minton zurück zur WWF und man ließ ihn sogenannte Bodyslam Challenges abhalten. An seiner Seite hatte er zunächst „Classy“ Freddie Blassie als Manager, der demjenigen Wrestler Geld bot, der es schaffte, seinen Schützling hochzuheben und auf die Matte zu werfen. Tatsächlich gelang es laut Storyline in der WWF keinem Wrestler, dies zu vollführen. Bis zu dem Tag, an dem eigentlich Chief Jay Strongbow sein Glück versuchen sollte, doch plötzlich André the Giant diesen ersetzte. Blassie sabotierte dessen Versuche, und die Fehde der Giganten begann.
Studd betonte in folgenden Interviews immer wieder, dass er der wahre Gigant des Wrestling sei. Er hatte einige Matches, darunter auch Käfig-Matches gegen André, wovon letzterer aber die überwiegende Anzahl gewann. Kurz vor der ersten Wrestlemania schnitt Minton André dessen Haare ab, nachdem er diesen mit Ken Patera überwältigt hatte. Die Fehde sollte darauf bei der ersten Wrestlemania ihren Höhepunkt finden. Mintons neuer Manager Bobby Heenan setzte 15.000 US-$ in bar darauf, dass André es nicht schaffen würde, seinem Wrestler einen Bodyslam zu versetzen, André hingegen sollte seine aktive Karriere einsetzen. André gewann, und die Fehde der beiden war damit offiziell beendet. Dafür bildete Minton nun mit dem ebenfalls von Bobby Heenan gemanagten und über 200 kg schweren King Kong Bundy ein Tag-Team und fehdete auch gegen den damaligen Champion Hulk Hogan.
Danach verließ Studd die WWF wieder, um 1989 ein letztes Mal zurückzukehren, diesmal jedoch als Publikumsliebling. Er gewann schließlich den Royal Rumble 1989 und teamte mit Hacksaw Jim Duggan. Sein letzter größerer Auftritt war bei Wrestlemania V, wo er als Gastringrichter im Match von Jake „The Snake“ Roberts gegen seinen alten Erzrivalen André the Giant fungierte.
Am 20. März 1995 starb er an der Hodgkinschen Krankheit.
2004 nahm sein Sohn John Minton Jr. die WWE-Hall-of-Fame-Ehrung für seinen Vater entgegen.

## Erfolge
- NWA American Heavyweight Champion
- 1x WWF Tag Team Champion
- Royal Rumble Winner 1989
- 1995 – Einführung in die WCW Hall of Fame
- 2004 – Einführung in die WWE Hall of Fame

## Filme (Auszug)
- 1984 – Micki & Maude
- 1985 – Der Protektor
- 1989 – Caged in Paradiso
- 1991 – Harley Davidson & The Marlboro Man
- 1991 – Die blonde Versuchung